# Los Barruecos
Los Barruecos es un paraje natural declarado monumento natural por la Junta de Extremadura en febrero de 1996, una figura legal que garantiza la protección de este espacio con el objetivo de preservarlo para las generaciones futuras. Para justificar la aplicación de este régimen de protección en este entorno se esgrimieron numerosas razones de gran peso, en relación con la importancia de la geología, la fauna y la flora de la zona, así como de los restos arqueológicos que atestiguan una continuada presencia humana en la región. Este reconocimiento oficial se debió en gran medida a la repercusión mediática que generó el proyecto del Museo Vostell Malpartida en el año 1976, que fue promovido y ubicado en esos terrenos por el artista alemán afincado en Extremadura Wolf Vostell, pintor, escultor, pionero de la Instalación y del Videoarte y una de las figuras más destacadas del movimiento Fluxus. 
Los Barruecos se encuentran a unos 14 kilómetros de Cáceres, en el término municipal de Malpartida de Cáceres, aproximadamente tres kilómetros al sur del núcleo urbano. Se accede desde Cáceres por la carretera N-521 hasta Malpartida de Cáceres, donde el desvío hacia Los Barruecos está ya señalizado. 

## Paisaje

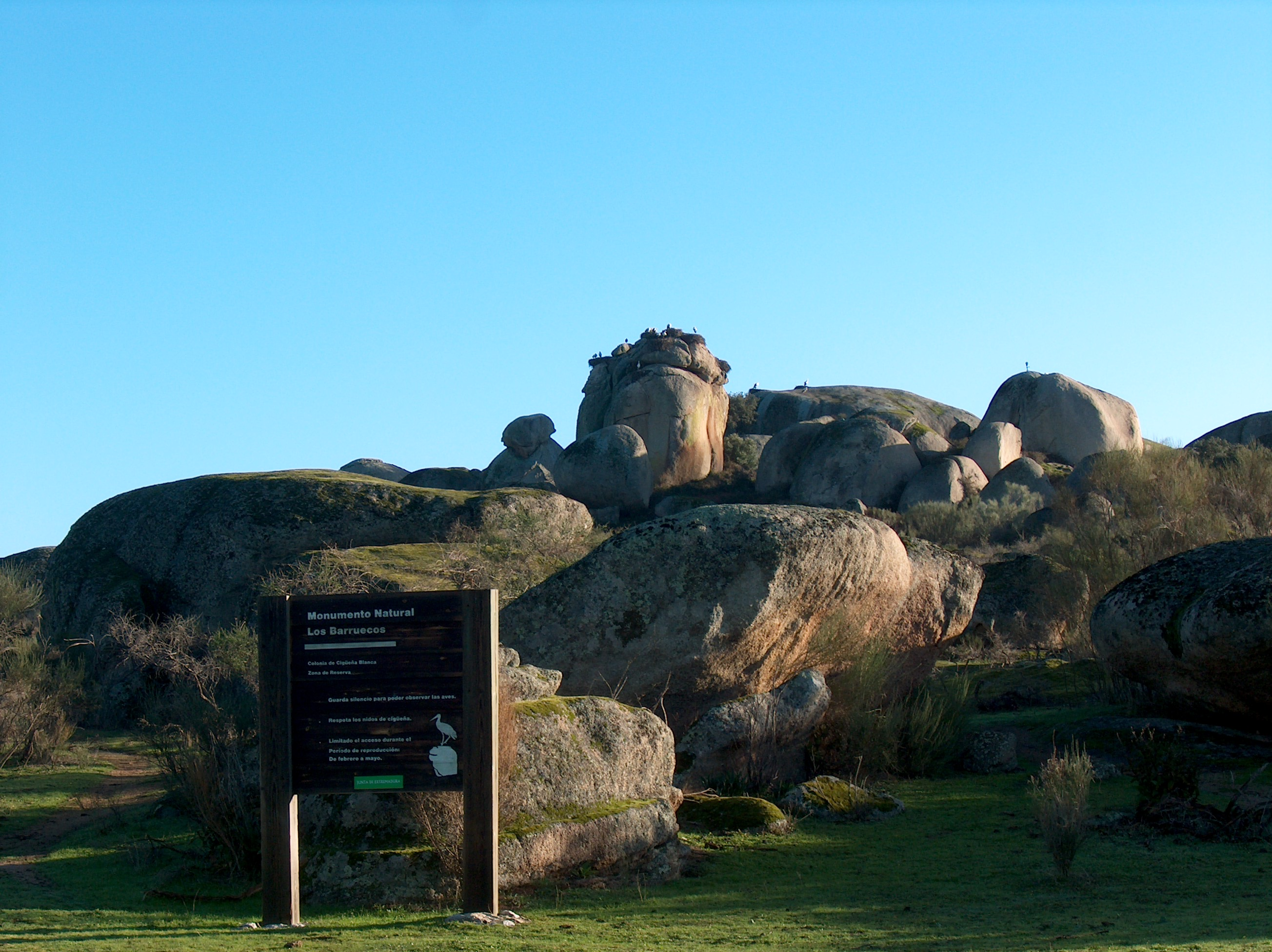
Peñas del Barrueco de abajo.

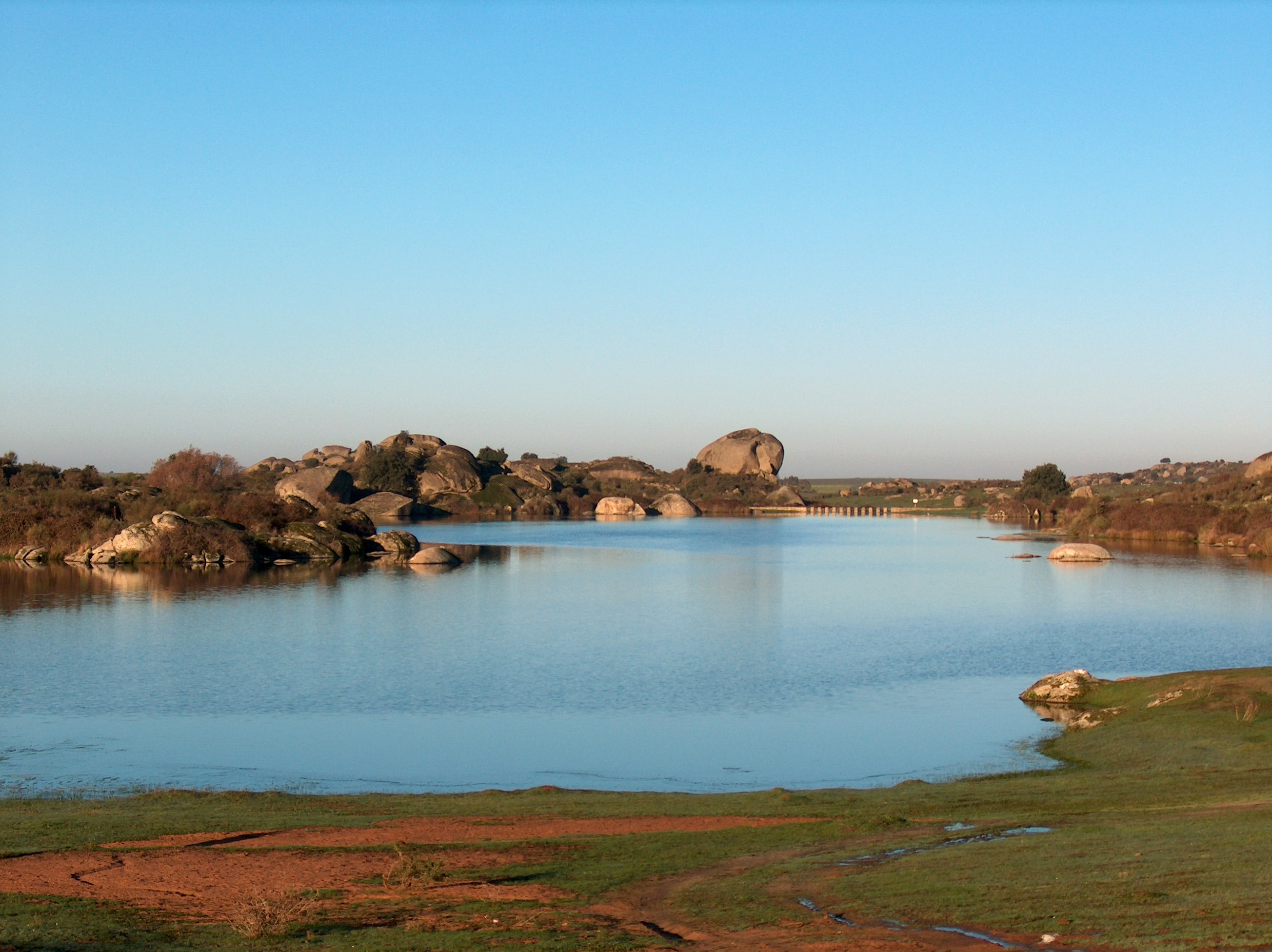
Barrueco de arriba.

El perfil y la configuración del paisaje son singulares y evocadores. Las grandes masas de granito se han degradado progresivamente a lo largo de millones de años para originar unas formas monolíticas globulares conocidas como bolos, verdaderas esculturas moldeadas por la mano de la naturaleza, que han recibido nombres como la Seta o las Peñas del Tesoro. El río Salor es la principal arteria fluvial, ya que a él drenan los arroyos cuyo represamiento en distintas épocas ha posibilitado la creación de una serie de charcas. Entre ellas se encuentra la conocida como del Barrueco de Abajo, en cuya orilla se localiza el antiguo Lavadero de Lanas, que constituye el actual Museo Vostell Malpartida.
El Ratero es un edificio construido en el siglo XVIII para albergar la industria lanar de la zona. Con este fin se aprovecharon las estructuras de unos molinos harineros preexistentes. En 1988 el conjunto fue declarado «Bien de interés cultural y Sitio histórico» por la Junta de Extremadura. Ejemplo paradigmático de la arqueología preindustrial y citado en su momento por estudiosos como Pascual Madoz, Antonio Ponz o Juan Agustín Ceán Bermúdez, experimentó un proceso de ampliación debido al auge de la industria a la que se dedicaba a lo largo del siglo XIX, para sufrir posteriormente el abandono y la ruina durante el siglo XX. Constaba de varios molinos, un batán, el lavadero, oficinas, dependencias, una pequeña ermita y la charca, esencial para el proceso del lavado de la lana. Su arquitectura se organiza partiendo del muro de la charca, desde donde se originan una serie de naves o espacios abovedados que actualmente conservan los nombres de las antiguas funciones a las que estaban dedicados, como el esquileo, pesaje, calderas... Estos espacios se sostienen mediante arquerías compuestas por paramentos rústicos de ladrillo, cuyos rasgos pertenecen a la arquitectura popular de la región. 

## Fauna
Los malpartideños son muy aficionados a pescar en la charca llamada del Barrueco de Abajo, en donde se capturan unos peces, las tencas, muy apreciados por su sabor y que se utilizan como ingrediente principal de algunos de los platos más celebrados de la gastronomía local. 
Las tencas no son la única especie animal destacada de Los Barruecos. Podría considerarse que la más señalada de este hábitat es la cigüeña blanca, que ha establecido en él una de las colonias sobre roca más importantes a nivel Europeo. Gracias a este hecho Malpartida de Cáceres fue nombrada pueblo europeo de las cigüeñas en 1997 por el Fondo Patrimonio Natural Europeo. Estas aves construyen sus nidos sobre los bolos graníticos, generando con ello la imagen más emblemática de este paisaje. Otros animales que pueblan la zona son nutrias, liebres, lagartos ocelados (el mayor de los lagartos ibéricos), tritones, galápagos leprosos y varias especies de rapaces como águila calzada y culebrera, milano real y negro o aguilucho cenizo. En cuanto a la flora, en origen más arbolada, derivó hacia otra formada en su mayoría por diversas especies de matorrales (retamas, codeso) debido a las actividades agrarias y ganaderas en el ecosistema. En las zonas húmedas, se observan también algunas especies de ranúnculos y orquídeas.

## Arqueología

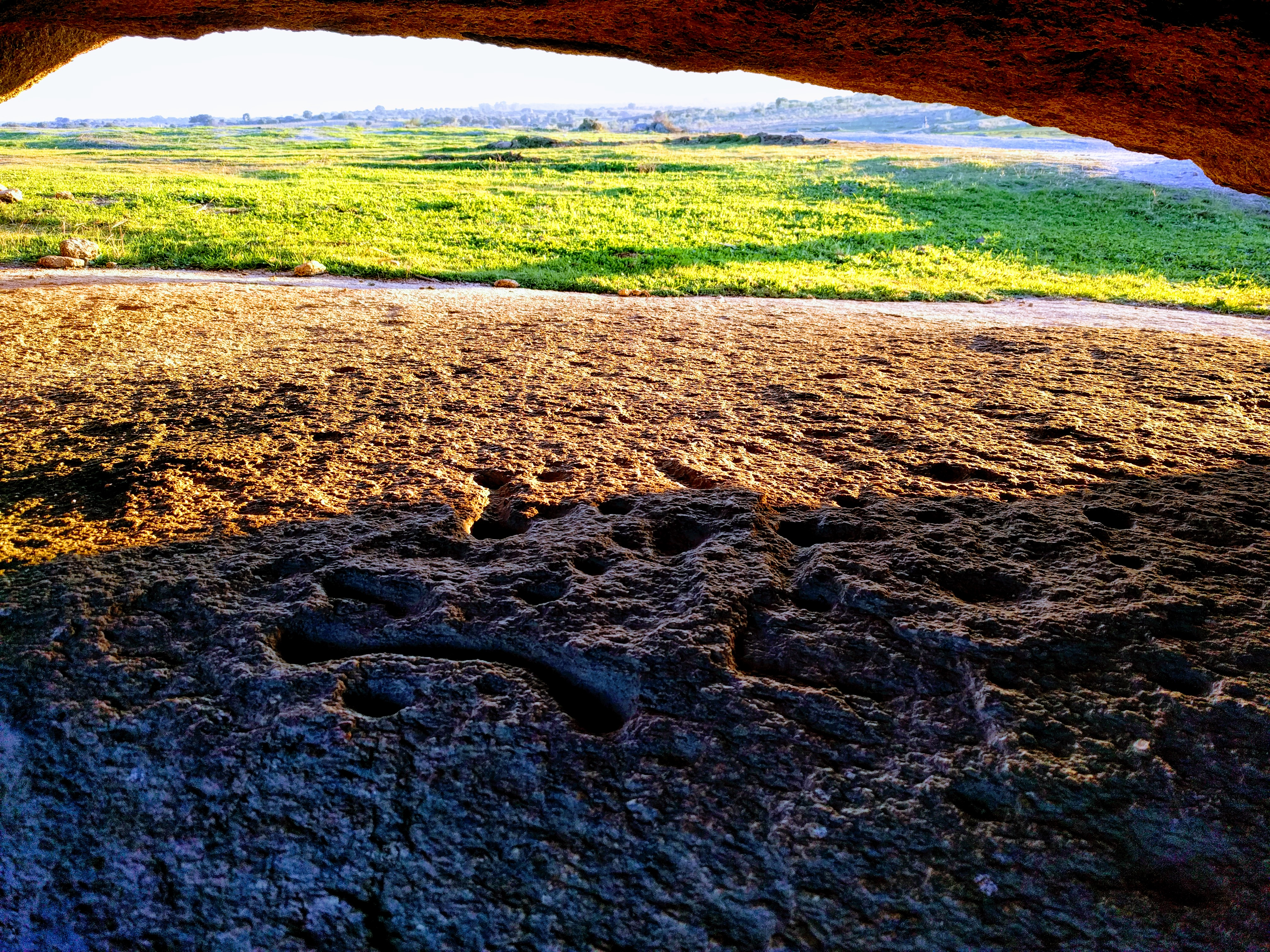
Grabados rupestres.

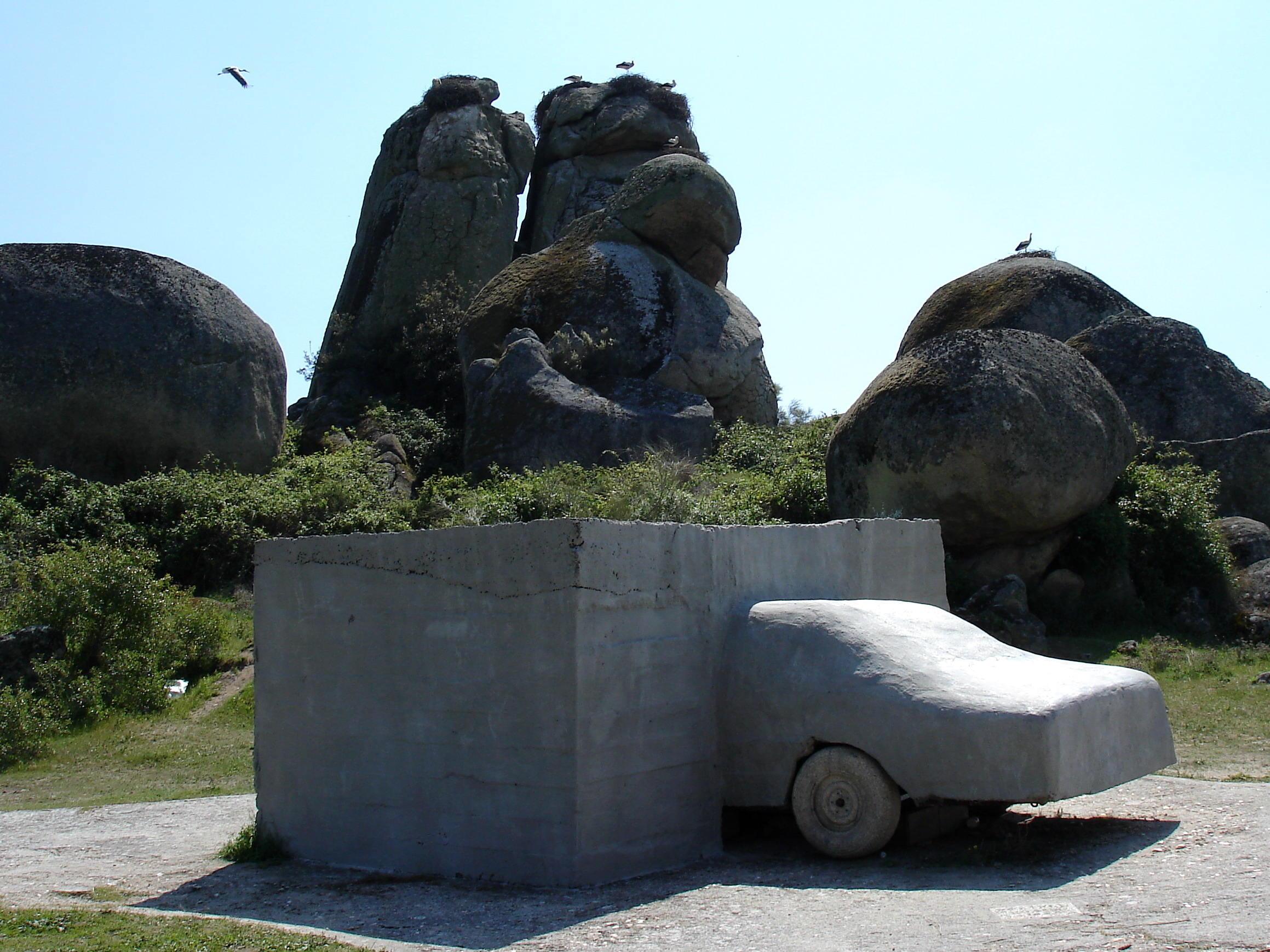
VOAEX (Viaje de (H)ormigón por la alta Extremadura), 1976, escultura de Wolf Vostell en Los Barruecos, Malpartida de Cáceres, Museo Vostell Malpartida.

Son numerosos los vestigios arqueológicos existentes en Los Barruecos. En las Peñas del Tesoro se localiza un importante yacimiento prehistórico que abarca varias de las etapas de la Prehistoria de la región. Cabe destacar que en este sitio se han hallado las evidencias más antiguas de producción agrícola de Extremadura fechadas hace unos 7000 años, en el Neolítico. El sitio fue habitado en etapas posteriores como el Calcolítico o la Edad del Bronce. En relación con este asentamiento habría que citar un conjunto de pinturas y grabados rupestres, que se conforman como uno de los núcleos de arte rupestre postpaleolítico más interesantes de Extremadura. Hacia el sur se localiza una importante necrópolis megalítica, la de Hijadillas. 
De épocas más recientes se han hallado sillares con inscripciones y tejas que datan de la época romana, y también son conocidos algunos enterramientos antropomorfos tallados en roca del periodo altomedieval. Sumados al antiguo Lavadero, del siglo XVIII, y a diversos molinos harineros, todos estos restos constituyen un interesante registro arqueológico de la presencia y actividades humanas en la región.

## Escenario
El paraje de Los Barruecos fue usado como campo de batalla para la serie Juego de Tronos en su séptima temporada.